# 志賀賢太郎
志賀 賢太郎（しが けんたろう、1974年12月6日 - ）は、日本の男性プロレスラー。茨城県勝田市（現：ひたちなか市）出身。血液型A型。

## 人物

### 人柄
ジャイアント馬場の最後の付き人である。馬場が死去するまで5年間もの長期にわたり付き人を務めた。馬場は志賀の人柄をいたく気に入っていたという。志賀の性格について、秋山準は自身のブログで「新弟子よりも気が利く男」、「どこかの誰か（橋誠）とは違う」と評した。丸藤正道は「外見と中身が全く違う」と語っている。
2006年の強面かつ小悪党スタイルのヒールターン後も、言葉遣いは丁寧なままだった。セコンドを務めた際には試合中のレスラーや観客に配慮している。2007年にはヒールでありながらその「いいひと」ぶりから、同年度の選手会長に就任した。

### 体重問題
高身長ゆえに将来を嘱望されるも、太りにくい体質がヘビー級への歩みを鈍らせていた。しかし、靭帯骨化症からの復帰後は「体質が変わって100kgになった（歳のせい）」と志賀は主張している。

### 難病との戦い
首の負傷により2003年から長期欠場を余儀なくされる。当初はヘルニアとされたが、実際は黄色靭帯骨化症という難病だった。病気を克服して復帰を果たし、2006年には流血戦の末にGHC無差別級王座を獲得。自身初のシングル戴冠を多くのファンが称賛した。

### 悪行への挑戦
2006年のヒールターン以降、志賀は数々の悪行を試みた。
- 「どんどん悪いことをやっていく」と発言し、「まず合宿所の電気つけっぱなし、水出しっぱなし」といったいたずらの内容を語る。
- ノア社員の弁当や飲み物を無断で口にする。
- 会社のトイレットペーパーを持ち帰る。スーパーの試食品や街頭で配られるポケットティッシュを可能な限り貰っていく。
- パンチパーマに100円ショップで購入したサングラスをかけた姿でメイド喫茶へ入店し店内を凍り付かせる。スタッフのメイドとゲームを楽しむにはビールの注文が必要だったが、「昼間から酒を飲むことはできない」という堅物な理由で断念。
- 白GHCの会見時、GHCヘビー級王座のベルトを勝手に持ち出す。
- 試合前、タイツに隠した凶器やブラシをレフェリーチェックの際に取り上げられるのが定番。

## 略歴
宮城県仙台第一高等学校卒業後、全日本プロレスへ入団。
1994年
2月21日、浅子覚戦にてプロレスデビュー。
1998年
5月1日、全日本プロレス初の東京ドーム興行にて、ジャイアント馬場・ハヤブサのパートナーに抜擢される。ジャイアント・キマラ・新崎人生・泉田純組と対戦。
1999年
6月、小川良成の持つ世界ジュニアヘビー級王座に挑戦。初のベルト挑戦となるも敗退した。
2000年
6月、新団体として旗揚げされたプロレスリング・ノアへ移籍。
2002年
10月、小橋建太とのコンビで秋山準・齋藤彰俊組の持つGHCタッグ王座に挑戦するも敗退。試合後、秋山から叱責を受ける。
2003年
2月から首の負傷により長期欠場。当初の病名はヘルニアとしていたが、実際には黄色靭帯骨化症という難病だったことがのちに明らかとなった。
2005年
9月18日、日本武道館大会での第一試合（同期である本田多聞戦）にて復帰。スキンヘッドに黒のロングタイツ姿で、復帰を願うファンから贈られた千羽鶴を手に入場したが、自身の必殺技「志賀絞め」で敗れた。
12月のクリスマス興行では任侠スタイル（着流しにパンチパーマ、「兄弟船」で入場）で登場。本来、選手のコスプレはクリスマス興行限定だが、任侠スタイルが好評を博していること、本人の「手入れが楽でよい」という理由から、同スタイルを継続することとなった。
2006年
1月の開幕戦よりさらなるイメージチェンジを図り、パンチパーマにサングラス、無精髭をたくわえ、強面で小悪党スタイルのヒールレスラーとなる。太田一平を強制的にパンチパーマにしたほか、泉田純至へもアプローチを繰り返し、パンチパーマにさせている。太田を「若頭」、志賀を「アニキ」、泉田を「叔父貴」とする「パンチ軍団」を結成。以降、「アニキ」は志賀の代名詞となった。
9月3日、愛知県体育館にてスコーピオから白GHC王座を奪取、第5代チャンピオンとなった。
10月20日、広島グリーンアリーナにて川畑輝鎮を相手に白GHC王座を初防衛。その際、川畑は罰ゲームとして強制的にパンチパーマとなったが、これをきっかけに川畑とのタッグの機会が増え、互いに意気投合する。
11月29日、地元である仙台サンプラザホールにて太田一平を相手に2度目の白GHC王座防衛に成功。
12月27日、ZERO1-MAXのリングにて、神風を相手にランバージャック・デスマッチルールによる防衛戦が行われた。セコンドのパンチ軍団の活躍もあり、3度目の白GHC王座防衛に成功。
2007年
2月、突如、白GHC王座を返上。王者権限を行使し白GHC王座をタッグ王座に変更させ、タッグによる王座決定トーナメントの開催を宣言。自身は「カシラ」こと川畑輝鎮と組み「パンパーズ」として出場。
2月17日、ディファ有明でのトーナメント決勝にて、潮崎豪・谷口周平組を破り第6代白GHC王者となった。
7月15日、パンパーズとして秋山準・力皇猛組の保持するGHCタッグ王座に挑戦するも敗退。
11月、個々のレベルアップを図るべく、川畑とのコンビを一旦解消することを決意。
11月19日、シングルに戻った白GHC王座を賭けた川畑との対決に敗れ、1年2か月保持した同王座を「カシラ」に託すこととなった。この試合は「負けたら坊主頭」という罰ゲームがあり、志賀は潔くこれを受け入れた。ちなみに、髪が伸びたころ再びパンチパーマに戻している。
2009年
3月25日、ハッスルの2代目モンスター℃選考オーディションに参加。ノア所属選手初のハッスル参戦となった（石森太二はノア入団前に参戦経験あり）。オーディション合格後、パンチ・ド・Cとして継続参戦した。
2009年末をもってノアの専属契約選手からフリー契約選手となる。
2011年
8月27日、東日本大震災復興支援チャリティープロレス大会「ALL TOGETHER」に参戦。第6試合の「デストロイヤー杯争奪 ALL TOGETHER スペシャルバトルロイヤル」（26名出場）にて優勝を果たす。最後は外道に対して「掟破り」の外道クラッチによるフォール勝ちを収めた。
2012年
12月、みちのくプロレス年末興行にグレード・ゼブラとして出場。
2013年
12月、田上明引退興行に参戦。天龍源一郎・藤波辰爾・井上雅央とタッグを組み、田上・森嶋・杉浦・平柳組と対戦した。
以降、プロレス業界と一線を引き、現在も一般職に勤めている。引退表明はしていない。

## タイトル歴
プロレスリング・ノア
- GHC無差別級王座第5代チャンピオン
  - 2006年9月3日 スコーピオから奪取
  - 2006年10月29日 初防衛 川畑輝鎮戦
  - 2006年11月20日 2度目の防衛 太田一平戦
  - 2006年12月27日 3度目の防衛 神風（ZERO1-MAX）戦
- GHC無差別級王座（突如ベルトを返上してタッグ王座に変更）第6代チャンピオン（川畑輝鎮とのタッグ）
  - 2007年2月17日 潮崎豪・谷口周平組戦 タッグトーナメントで優勝
  - 2007年4月17日 初防衛 泉田純至・橋誠組戦
  - 2007年7月4日 2度目の防衛 秋山準・谷口周平組戦

ALL TOGETHER
- デストロイヤー杯 優勝（2011年）

## 得意技
レスラーとしては痩せ形だが、弾力性を生かした身体能力を駆使し各種関節技、雪崩技を多用することもあった。
志賀絞め
志賀のフィニッシュ・ホールド。STFの形からフェイスロックをかけている腕を片羽絞めに移行させ、仰向けになることで完成する複合サブミッション。小橋建太による命名。当初、復帰に向けてハワイでトレーニングしていたことから「ワイキキビーチ」という安直な名前を提案される。志賀は拒否したが、続く案も「志賀絞め」というさらに安直な名前で渋々承諾したという。背後から絞めあげるうえに片手・片足をロックするため脱出が非常に困難で、志賀と対戦した秋山が絞め落とされている。しかしフォールを狙うため途中でロックを外すこともあり、その場合は頻繁に逆襲される。
SSS（スパイラル・シガ・シューター）
相手を背後からボディスラムの体勢で持ち上げ、旋回させながらDDTのように落とす技。
コブラツイスト
卍固め
志賀は、コブラツイストから卍固めに移行することが多い。
ストレッチ・ボム/ストレッチ・バックブリーカー
本来は小橋建太の考案した技。2006年後半から頻繁に披露するようになった。終盤にはマットではなく自身の膝へ叩き付けるバックブリーカーへと進化させている。
ロールパン（with カシラ）
ローリング・パンチの略。コーナーに上がったカシラをアニキが投げつけることによって威力を上げたセントーン・アトミコ。
スイングDDT
相手の首をつかんだままコーナーへ乗り、そのまま反転して放つDDT。若手時代だった志賀の主なフィニッシュ技。
各種関節技
ファイトスタイルを模索していた一時期、腕ひしぎ逆十字固めなどを使用していた。

## 入場テーマ曲
- SOLID SKY / 春畑道哉
- TRADITION
- TRADITION'02
- TRADITION'05
- 兄弟仁義 / 北島三郎（パンパーズ）
- 兄弟船 / 鳥羽一郎（パンパーズ）